# Peter Johannes Schulz
Peter Johannes Schulz (* 1958) ist ein Schweizer Kommunikationswissenschaftler und Philosoph. Er ist Professor für Kommunikationswissenschaften an der Università della Svizzera italiana in Lugano.

## Werdegang
Peter J. Schulz studierte an der Albert-Ludwigs-Universität Freiburg die Fächer Philosophie, Geschichte und Slawische Philologie, welche er 1986 mit dem Magister Artium abschloss. 1993 promovierte er an der Katholischen Universität Eichstätt-Ingolstadt und wurde 1998 ebendort mit einer Arbeit über Freundschaft und Selbstliebe habilitiert.
Peter J. Schulz war acht Jahre lang Pressesprecher und persönlicher Assistent des Opus Dei Sympathisanten und Comunione e Liberazione affiliierten Präsidenten der Katholischen Universität Eichstätt, Nikolaus Lobkowitz. Danach wurde er unter der Universitätsleitung des damaligen Generalsekretärs Albino Zgraggen, der auch Ehrenmitglied der Comunione e Liberazione ist, zum Direktor des damaligen Instituts für Kommunikation und Gesundheit und Professor für Kommunikationswissenschaften an die Università della Svizzera italiana (USI) berufen. Von 2011 bis 2018 war er Mitglied des Forschungsrats im Schweizerischen Nationalfonds. Er ist ebenfalls „Visiting Fellow“ an der National University in der australischen Hauptstadt Canberra.

## Publikationen und Werke
Neben zahlreichen Peer-Review-Publikationen ist Peter Schulz zusammen mit Paul Cobley Herausgeber der Reihe Handbooks of Communication Science.

## Plagiate
Peter J. Schulz wurde mehrfacher Plagiate bezichtigt. Aufgrund der „Häufigkeit fehlender Zitierungen“ in seinen Publikationen, die laut eines von der Università della Svizzera italiana (USI) beauftragten Gutachtens Evidenz darlegte für eine „unsachgemäße Arbeitsweise, die bei einem Universitätsprofessor schwere Fahrlässigkeit darstellt“, wurde Schulz für das Herbstsemester 2017/2018 von seiner Tätigkeit als Ordinarius an der USI suspendiert. Zwei Jahre später gab es erneut Plagiatsvorwürfe, dieses Mal hatte Schulz unter anderem eine ganze Textpassage von Anthony Kenny verbatim übernommen und dessen Namen mit seinem eigenen ausgetauscht. Inzwischen wurden sechs wissenschaftliche Veröffentlichen von Schulz aufgrund von Plagiaten zurückgezogen, zusätzlich musste sich Schulz sieben „Errati“ (Fehlereingeständnisse mit Korrekturen) verantworten.